# Olton
Olton is een plaats (city) in de Amerikaanse staat Texas, en valt bestuurlijk gezien onder Lamb County.

## Demografie
Bij de volkstelling in 2000 werd het aantal inwoners vastgesteld op 2288.
In 2006 is het aantal inwoners door het United States Census Bureau geschat op 2238, een daling van 50 (-2,2%).

## Geografie
Volgens het United States Census Bureau beslaat de plaats een oppervlakte van
3,5 km², geheel bestaande uit land. Olton ligt op ongeveer 1113 m boven zeeniveau.

## Plaatsen in de nabije omgeving
De onderstaande figuur toont nabijgelegen plaatsen in een straal van 32 km rond Olton.